# Jeon Min-seo
Jeon Min-seo (전민서?, 殿民徐?, Jeon Min-seoLR, Chŏn Min-sŏMR; 20 maggio 2003) è un'attrice sudcoreana.

## Filmografia

### Cinema
- Eonniga ganda, regia di Kim Chang-rae (2007)
- Gwasok scandal, regia di Kang Hyeong-cheol (2008)
- Cheongdambosal, regia di Kim Jin-young (2009)
- Choejongbyeonggi hwal, regia di Kim Han-min (2011)
- Tuhon, regia di Kim Sang-jin (2011)
- Tteugeo-un annyeong, regia di	Nam Taek-soo (2013)[2]

### Televisione
- Kkakdugi – serie TV (2007)
- Jonghapbyeong-won – serie TV (2008)
- Jalhaetgun jalhaess-eo – serie TV (2009)
- Anaega deur-a-watda – serie TV (2009)
- Nappeun namja – serie TV (2010)
- Useo-yo, eomma – serie TV (2010)
- Insaeng-eun areumda-wo – serie TV (2010)
- My Princess – serie TV (2011)
- Gyebaek – serie TV (2011)
- Go Bong-sil ajumma guhagi – serie TV (2011)
- Oktapbang wangseja – serie TV (2012)
- Bogosipda – serie TV (2012)
- Nae yeon-ae-ui modeungeot – serie TV (2013)
- Chongni-wa na – serie TV (2013)
- Ppeokkugi dungji – serie TV (2014)
- Cheon-gug-i nunmul – serie TV (2014)
- Nangman doctor Kim Sa-bu – serie TV (2016)
- Daegun - Sarang-eul geurida – serie TV (2018)
- Nae IDneun Gangnammin-in – serie TV (2018)

## Riconoscimenti
| Anno | Premio           | Categoria          | Opera nominata         | Risultato       |
| ---- | ---------------- | ------------------ | ---------------------- | --------------- |
| 2009 | MBC Drama Awards | Best Young Actress | Jalhaetgun jalhaess-eo | Vincitore/trice |